# Wyspa Robinsona
Wyspa Robinsona – powieść podróżniczo-przygodowa autorstwa Arkadego Fiedlera, której akcja rozgrywa się na początku XVIII wieku. Stanowi pierwszą część trylogii opowiadającej o losach Polaka z pochodzenia, Johna Bobera. Jest wyraźnie wzorowana na słynnym dziele Daniela Defoe Robinson Crusoe, według powieści znanej głównemu bohaterowi.

## Fabuła
John Bober jest półkrwi Polakiem, urodzonym w Wirginii. Uczestniczył w powstaniu kolonistów przeciwko angielskim lordom. Powstanie upadło i aby ocalić życie decyduje się na ucieczkę na pokładzie okrętu kaperskiego, wypływającego na Morze Karaibskie. Podczas sztormu okręt rozbija się koło wyspy Coche leżącej u wybrzeży Wenezueli. John Bober zdołał przeżyć katastrofę i dopłynąć do lądu. Początkowo sądził, iż ocalał jako jedyny, okazało się jednak, że oprócz niego ocalało także dwóch Indian. Książka opisuje zmagania z dziką przyrodą, próby wydostania się z wyspy, oraz walkę między Hiszpanami a ich zbiegłymi na wyspę z sąsiedniej Margarity niewolnikami, Indianami i Murzynami, zmuszanymi do pracy na plantacjach i jako poławiacze pereł.
Książka nie ma charakteru historycznego, gdyż przedstawione wydarzenia nie miały miejsca w rzeczywistości. Autor pomysł powieści, jak też główny jej wątek oparł na dwóch faktach, które dla potrzeb fabuły połączył w całość: na początku XVII w. z wyspy Margarita uciekła grupa niewolników, w ślad za którą wyruszył w pogoń szkuner; ani niewolników, ani okrętu nigdy nie odnaleziono. Drugim elementem historycznym, na bazie którego powstał pomysł powieści było odkrycie na wyspie Coche drewnianej łodzi z wyrytym napisem JOHN BOBER / POLONUS / 1726. Fakt ten odnotowano w dokumentach historycznych, odnalezionych później w pobliskim mieście Cumaná, a pochodzenia napisu nigdy nie ustalono.
Dalsze przygody bohaterów Wyspy Robinsona opisują dwie inne książki A. Fiedlera: Orinoko (1957) i Biały Jaguar (1980).
Wyspa Robinsona została wydana po raz pierwszy w 1954 roku, doczekała się wznowień i przekładów.